# Carisbrook
El Carisbrook fue un estadio de rugby localizado en Dunedin, Nueva Zelanda. Célebremente conocido en el mundo del rugby como The House of Pain (La casa del dolor), por las memorables victorias de los All Blacks ante sus pares internacionales. Con la construcción del moderno Estadio Forsyth Barr, fue derrumbado en 2013.

## Historia
En él se jugó el primer partido de fútbol de las selecciones de Nueva Zelanda y Australia. Fue disputado en 1922 y fue victoria del local por 3–1.
En 1995 Joe Cocker tocó en él, presentando el álbum Have a Little Faith. Fue el único artista internacional que realizó un concierto.
Albergó partidos del torneo internacional The Rugby Championship en las ediciones de 1997, 1999, 2001, 2005 y 2008.

### Gira de los Leones británicos
Cuando los British and Irish Lions visitaron Nueva Zelanda, Carisbrook fue una de las sedes fijas para los test matches. Comenzó durante la Gira de los Leones Británicos 1971 derrota de los All Blacks, continuó en la Gira de los Leones Británicos 1977 victoria del local, y finalizó con la Gira de los Leones Británicos 1983 nuevamente triunfo de los All Blacks.

### Copa Mundial de Rugby de 1987
Fue una de las sedes de la Copa Mundial de Rugby de 1987. Los tres partidos que albergó fueron de fase de grupos: Canadá ante Irlanda, Fiyi frente a Italia y Rumania contra Escocia.